# Buea
Buea (franska: Buéa) är en stad i södra Kamerun, vid foten av berget Kamerun, på cirka tusen meter över havet. Staden är ett administrations- och handelscentrum och hade 90 090 invånare vid folkräkningen 2005. Viktiga industrier i Buea är textil- och timmerindustri. Staden har viss turisttrafik på grund av det behagliga klimatet och som utgångspunkt för klättringsturer till berget Kamerun.
Mellan 1884 och 1919 var Buea huvudstad för den tyska koloniala administrationen, och mellan 1922 och 1961 för det brittiska mandatet Västkamerun.